# Волеска (Джорджія)
Волеска (англ. Waleska) — місто (англ. city) в США, в окрузі Черокі штату Джорджія. Населення — 921 особа (2020).

## Географія
Волеска розташована за координатами 34°19′4″ пн. ш. 84°33′1″ зх. д. / 34.31778° пн. ш. 84.55028° зх. д. (34.317820, -84.550196).  За даними Бюро перепису населення США в 2010 році місто мало площу 3,79 км², з яких 3,77 км² — суходіл та 0,02 км² — водойми.

## Демографія
Згідно з переписом 2010 року, у місті мешкали 644 особи в 96 домогосподарствах у складі 62 родин. Густота населення становила 170 осіб/км².  Було 111 помешкання (29/км²).
Расовий склад населення:
| - 85,1 % — білих - 8,9 % — чорних або афроамериканців - 1,4 % — азіатів - 0,3 % — вихідців з тихоокеанських островів - 0,2 % — корінних американців - 1,2 % — осіб інших рас |

До двох чи більше рас належало 3,0 %. Частка іспаномовних становила 3,7 % від усіх жителів.
За віковим діапазоном населення розподілялося таким чином: 9,2 % — особи молодші 18 років, 82,9 % — особи у віці 18—64 років, 7,9 % — особи у віці 65 років та старші. Медіана віку мешканця становила 20,8 року. На 100 осіб жіночої статі у місті припадало 87,8 чоловіків;  на 100 жінок у віці від 18 років та старших — 87,5 чоловіків також старших 18 років.
Середній дохід на одне домашнє господарство  становив 52 258 доларів США (медіана — 39 250), а середній дохід на одну сім'ю — 66 018 доларів (медіана — 48 750). Медіана доходів становила 22 292 долари для чоловіків та 41 875 доларів для жінок. За межею бідності перебувало 19,9 % осіб, у тому числі 9,4 % дітей у віці до 18 років та 12,0 % осіб у віці 65 років та старших.
Цивільне працевлаштоване населення становило 188 осіб. Основні галузі зайнятості: освіта, охорона здоров'я та соціальна допомога — 25,5 %, мистецтво, розваги та відпочинок — 21,3 %, роздрібна торгівля — 13,3 %, публічна адміністрація — 9,6 %.